# 巴特格伦德
哈茨山区巴特格伦德（德語：Bad Grund (Harz)），简称巴特格伦德（德語：Bad Grund，發音：[baːt ˈɡʁʊnt] ⓘ），是德国下萨克森州哥廷根县的市镇，面积41.31平方千米，2023年12月31日人口为8,059人。2013年3月1日，巴特格伦德所属的哈茨山区巴特格伦德集合市镇解散，其成员市镇巴登豪森、艾斯多夫、吉特尔德和温德豪森并入巴特格伦德。